# Matrotrophie
La matrotrophie (littéralement "se nourrir de la mère" en grec ancien) désigne une classe de procédés biologiques liés à la reproduction dans lesquels le corps maternel sert à alimenter la progéniture.

## Biologie végétale
En botanique, la matrotrophie est l'alimentation du zygote végétal par la plante mère.  Dans ce cas, il n'y a pas de réserve alimentaire accumulée dans, ou en périphérie, de l'ovule. L'embryon reçoit ces nutriments directement du végétal qui le porte.

## Biologie animale
En biologie animale, la matrotrophie est le fait pour un embryon in utero de recevoir une alimentation extra-vitelline pourvue par la mère durant le développement (placentotrophie, ovatrophie, histotrophie, adelphophagie, certaines formes de lécithotrophie),. Elle aurait évolué de façon homoplasique pas moins de 140 fois rien que chez les invertébrés et est présente chez les chordés parmi plus de 150 lignées, soit plus de la moitié des espèces animales allant des spongiaires aux bilatériens.
L'allaitement peut parfois être considéré comme une forme de matrotrophie extra-utérine. Étymologiquement, matrotrophie signifiant "se nourrir de la mère", certains scientifiques y incluent même des formes post-partum de cannibalisme (matrophagie) comme chez certaines araignées.